# Бейли, Амари
Амари Бейли (англ. Amari Bailey; род. 17 февраля 2004, Новый Орлеан, Луизиана) — американский баскетболист клуба Джи-Лиги НБА «Лонг-Айленд Нетс».

## Ранние годы
Бейли родился в Новом Орлеане, штат Луизиана. Он сын Джоанны Лейи (настоящая фамилия Эдельберг), инфлюэнсера и бывшей модели Ford, и бывшего ресивера «Индианаполис Колтс» Аарона Бейли; в конечном итоге они расстались. Его мать еврейка, и он еврей.
Бейли вырос в Чикаго, штат Иллинойс, и был воспитан матерью-одиночкой. Посещая начальную школу Скиннер-Уэст в районе Ближнего Вест-Сайда, он был самым обсуждаемым баскетболистом 7-го класса в Чикаго. В 2017 году, когда ему было 12 лет, он и его мать были представлены, когда он учился в средней школе, в реалити-шоу Bringing Up Ballers на телеканале Lifetime, которое рассказывало о матерях-предпринимателях из Чикаго с детьми-баскетболистами.

## Карьера в школе
Он переехал в Чатсворт, в районе Лос-Анджелеса, чтобы играть за школу Сьерра Каньон. Будучи первокурсником, Бейли помог своей команде выиграть титул штата в Открытом дивизионе Калифорнийской межшкольной федерации. Будучи юниором, он набирал в среднем 29,2 очка, 9,1 подбора и 6,5 результативных передач за игру.
Он был назван «Мистер баскетбол Калифорния», игроком года в Калифорнии по версии MaxPreps.com, игроком года по версии Los Angeles Daily News и MVP лиги Gold Coast. Он также получил награды All-CIF Open Division на втором, третьем и последнем курсах. Он включён в состав на игру McDonald's All-American на последнем курсе в 2022 году.

## Карьера в колледже
Бейли присоединился к «УКЛА Брюинз». Он начал сезон 2022/2023, дважды выиграв награду новичка недели конференции Pac-12, и проведя две игры с 19 набранными очками (против «Пеппердайна» и «Стэнфорда»). Он получил травму в игре с «Кентукки», когда их центровой Оскар Шибвэй наступил ему на левую ногу. Бейли усугубил свою травму в следующей игре. С 30 декабря 2022 года по 26 января 2023 года был отстранен на семь игр из-за дискомфорта в ноге. 9 февраля Бейли набрал 24 очка в победной игре против «Орегон Стейт». После того, как лучший защитник УКЛА Джейлен Кларк получил травму ноги, Бейли взял на себя задачу защиты периметра соперника, а также увеличил свою результативность.
В первом матче «Брюинз» на турнире конференции Pac-12 2023 года Бейли набрал рекордные в карьере 26 очков в победной игре против «Колорадо». У него было 19 очков и 7 подборов в финале, в котором УКЛА проиграла «Аризоне» со счетом 59:61. Он был включён в сборную турнира Pac-12 2023 года. Он помог «Брюинз» выйти в финальную стадию турнира NCAA 2023 года, набирая в среднем 15,5 очков и 6,0 передач, реализовав 49,5 % своих бросков с игры и 38,9 % своих трёхочковых. В шести играх после травмы Кларка, Бейли в среднем набирал 17,3 очков и реализовывал 56,1 % своих бросков. Он закончил сезон 2022/2023 со средними показателями 11,2 очков, 3,8 подборов и 2,2 передач в 30 играх. Он был включен в сборную новичков конференции Pac-12.
После сезона он выставил свою кандидатуру на драфт НБА.

## Профессиональная карьера

### Шарлотт Хорнетс / Гринсборо Сворм (2023—2024)
Бейли был выбран «Шарлотт Хорнетс» во втором раунде драфта НБА 2023 года под 41-м общим номером. 14 июля 2023 года он подписал двусторонний контракт с «Хорнетс». Играя за «Шарлотт» в Летней лиге НБА 2023 года, он набирал в среднем 9 очков за 16 минут за игру и в 19 лет он стал 10-м самым молодым игроком в лиге. 17 ноября 2023 года он дебютировал в Джи-Лиге НБА в составе «Гринсборо Сворм» и набрал 26 очков.
12 ноября 2023 года дебютировал за «Хорнетс» в НБА в матче против «Нью-Йорк Никс».

### «Лонг-Айленд Нетс» (с 2023)
21 сентября 2024 года Бейли подписал контракт с «Бруклин Нетс», но 19 октября его контракт был расторгнут. Восемь дней спустя он присоединился к фарм-клубу «Лонг-Айленд Нетс».

## Статистика

### Статистика в НБА
| Сезон                                                                                    | Команда | Регулярный сезон | Регулярный сезон | Регулярный сезон | Регулярный сезон | Регулярный сезон | Регулярный сезон | Регулярный сезон | Регулярный сезон | Регулярный сезон | Регулярный сезон | Регулярный сезон | Серия плей-офф | Серия плей-офф | Серия плей-офф | Серия плей-офф | Серия плей-офф | Серия плей-офф | Серия плей-офф | Серия плей-офф | Серия плей-офф | Серия плей-офф | Серия плей-офф |
| Сезон                                                                                    | Команда | GP               | GS               | MPG              | FG%              | 3P%              | FT%              | RPG              | APG              | SPG              | BPG              | PPG              | GP             | GS             | MPG            | FG%            | 3P%            | FT%            | RPG            | APG            | SPG            | BPG            | PPG            |
| ---------------------------------------------------------------------------------------- | ------- | ---------------- | ---------------- | ---------------- | ---------------- | ---------------- | ---------------- | ---------------- | ---------------- | ---------------- | ---------------- | ---------------- | -------------- | -------------- | -------------- | -------------- | -------------- | -------------- | -------------- | -------------- | -------------- | -------------- | -------------- |
| 2023/24                                                                                  | Шарлотт | 10               | 0                | 6,5              | 33,3             | 12,5             | 85,7             | 0,9              | 0,7              | 0,3              | 0,0              | 2,3              | Не участвовал  | Не участвовал  | Не участвовал  | Не участвовал  | Не участвовал  | Не участвовал  | Не участвовал  | Не участвовал  | Не участвовал  | Не участвовал  | Не участвовал  |
|                                                                                          | Всего   | 10               | 0                | 6,5              | 33,3             | 12,5             | 85,7             | 0,9              | 0,7              | 0,3              | 0,0              | 2,3              | Не участвовал  | Не участвовал  | Не участвовал  | Не участвовал  | Не участвовал  | Не участвовал  | Не участвовал  | Не участвовал  | Не участвовал  | Не участвовал  | Не участвовал  |
| Наведите курсор мыши на аббревиатуры в заголовке таблицы, чтобы прочесть их расшифровку. |         |                  |                  |                  |                  |                  |                  |                  |                  |                  |                  |                  |                |                |                |                |                |                |                |                |                |                |                |

### Статистика в NCAA
| Сезон | Команда | Conf   | Class | GP | GS | MPG  | FG%  | 3P%  | FT%  | RPG | APG | SPG | BPG | PPG  |
| --- | ------- | ------ | ----- | -- | -- | ---- | ---- | ---- | ---- | --- | --- | --- | --- | ---- |
| 2022/23 | УКЛА    | Pac-12 | FR    | 30 | 28 | 26,9 | 49,5 | 38,9 | 69,8 | 3,8 | 2,2 | 1,1 | 0,3 | 11,2 |
| Всего | Всего   | Всего  | Всего | 30 | 28 | 26,9 | 49,5 | 38,9 | 69,8 | 3,8 | 2,2 | 1,1 | 0,3 | 11,2 |
| Наведите курсор мыши на аббревиатуры в заголовке таблицы, чтобы прочесть их расшифровку Статистика приведена с сайта sports-reference.com |         |        |       |    |    |      |      |      |      |     |     |     |     |      |